# پطرس باباجان
پطرس باباجان یک بازیکن فوتبال در پست مهاجم ارمنی‌تبار اهل ایران است. باباجان از نخستین بازیکنان تاریخ تیم فوتبال استقلال تهران محسوب می‌شود. وی در پست مهاجم بازی می‌کرد.

## دوران حرفه‌ای
باباجان در سال ۱۳۲۴ و در پی تأسیس تیم فوتبال دوچرخه‌سواران به این تیم پیوست و در فصل‌های نخست این باشگاه را در مسابقاتی همچون جام باشگاه‌های تهران ۱۳۲۵ و جام حذفی تهران ۱۳۲۵ همراهی کرد.

## افتخارات

### دوچرخه‌سواران
- جام حذفی فوتبال تهران: ۱۳۲۶